# Laarse Beek
De Laarse Beek (de benedenloop heet Vosseschijn, middeleeuwse naam Olme of Ulmus) is een zijrivier van de Schijn en bevindt zich in het stroomgebied van de Schelde in de provincie Antwerpen.
De Laarse Beek ontspringt in Brecht aan de Lage Vlier (58L3) ten noorden van Sint-Job-in-'t-Goor en meandert tussen Brasschaat en Schoten (waar het de grens vormt tussen beide gemeenten) naar Antwerpen. Op het grondgebied van de stad vormt ze de grens tussen de districten Ekeren en Merksem voor ze de wijk Luchtbal van het district Antwerpen bereikt om er de Vosseschijn te vormen en uiteindelijk in de Schijn uit te monden.
De beek was in de Romeinse tijd vanaf het jaar 17 onder Tiberius de grens tussen de provincies Belgica Secunda en Germania Inferior en later in de middeleeuwen (tot aan de bul super universas in 1559) de grens tussen het oude bisdom Luik (waar Ekeren en Brasschaat toebehoorden) en het oude bisdom Kamerijk (waar Merksem en Schoten toebehoorden).
De belangrijkste zijbeken zijn de Zandbeek die eveneens in Brecht ontspringt, de Miksebeek die in Park De Mik ontspringt en via De Inslag loopt, de Fortsebeek en de Zeurtebeek die uit Schoten toestromen.
In de bovenloop kruist de Laarse Beek ook nog de Antitankgracht via een duiker.
Door bemaling van het Fort van Schoten via de Fortsebeek, door aanvoer van natuurlijk kwelwater vanuit de Zeurtebeek en van zuiver, kalkrijk water uit de Antitankgracht, en ook dankzij de afwezigheid van belangrijke lozingspunten, heeft de beek ter hoogte van het Peerdsbos een zeer goede waterkwaliteit. Er zitten zeldzame vissoorten, zoals de kleine modderkruiper en de rivierdonderpad, die de Laarse Beek in 2002 de status van Europees Habitatrichtlijngebied opleverden. Ook de blauwe reiger en de ijsvogel houden zich op nabij de Laarse Beek. In 2006 werden de eerste weidebeekjuffers en de zeldzamere bosbeekjuffers gesignaleerd. Het voorkomen van deze diertjes wijst op een bijzonder goede waterkwaliteit.
Vissen zwemmen vaak stroomopwaarts naar nieuwe voedselgebieden en naar paaiplaatsen. Stuwen en duikers vormen voor deze dieren een moeilijk te nemen hindernis. Om de vissen op hun moeizame reis te helpen werden op verschillende plaatsen vistrappen aangelegd.
De oranje kleur van het water is niet afkomstig van verontreiniging, maar is het gevolg van het hoge ijzergehalte van de bodem, wat in deze regio een normaal verschijnsel is.